# EarPods
EarPods是蘋果公司研发的一款耳机。

## 功能
與傳統的Earpods圓形耳塞不同，EarPods的設計由耳朵的幾何形狀決定。EarPods可以用来在iPhone上欣赏音乐和视频以及打电话。EarPods具有麦克风、音量按钮和中央按钮。使用中央按钮来接听电话和结束通话、控制音频和视频播放以及使用Siri，即使iPhone已锁定。EarPods还包括一个内置遥控器，可调节音量，控制音乐和视频的播放以及接听或挂断电话。